# Jayanta Talukdar
Jayanta Talukdar, född 2 mars 1986, är en indisk bågskytt. Han deltog vid olympiska sommarspelen 2012.